# Brachychloa schiemanniana
Brachychloa schiemanniana là một loài thực vật có hoa trong họ Hòa thảo. Loài này được (Schweick.) S.M.Phillips mô tả khoa học đầu tiên năm 1982.